# Château de Châtel (Haute-Savoie)
Pour les articles homonymes, voir Château de Châtel (homonymie).
Le château de Châtel (anciennement Chatez, Chatetz), mentionné sous les formes tour de Châtel ou Châtel sur les Usses, est un ancien château, du début du XIVe siècle ou probablement antérieur, ayant appartenu aux comtes de Genève, situé sur le territoire de la commune d'Usinens, dans le département de la Haute-Savoie en région Auvergne-Rhône-Alpes. Il est le centre d'une seigneurie et d'une châtellenie au cours du XIVe siècle. Sur son emplacement se trouve un nouvel édifice pour lequel l'usage du toponyme s'est maintenu.

## Situation
Le château de Châtel était installé sur un promontoire dominant la rivière des Usses, en rive droite, situé dans la partie nord de la commune d'Usinens, en aval de Frangy. Il contrôlait ainsi l'accès à la petite région naturelle de la Semine, notamment le passage d'un gué, puis d'un pont sur la rivière. Un péage était installé et affermé en 1313. Il surveillait ainsi le trafic « sur la route des Usses et sur celle [menant] de Rumilly au pont de Gresin ».
Le toponyme châtel et ses formes attestées Chate, Chatez, Chatetz, semblent indiquer la présence de plusieurs châteaux à cet endroit,. L'ancienne mappe sarde mentionnent d'ailleurs les ruines d'un ancien édifice à proximité, lui aussi sur la rive droite des Usses.
Le site sur lequel devait se trouver le château principal, et autour un bourg, n'accueille désormais qu'une ferme restaurée, surplombant le pont dit de Châtel.
D'après l'étude d'une charte de 1307, son importance est stratégique quant à la surveillance de la rivière, en lien avec d'autres châteaux, dont la tour de Mons voisine, située en amont à Vanzy,.

## Historique
La première mention du château date de 1307, bien que le site semble très probablement avoir été occupé antérieurement. Il s'agit d'une charte des franchises obtenue par la ville de Châtel, octroyée par le comte de Genève, Amédée II,. Le document a fait l'objet d'une analyse par « le savant jurisconsulte genevois », Jules Vuy en 1866 (cf. Bibliographie).
La seigneurie de Châtel appartient directement au comte de Genève. La seigneurie semble inféodée à la famille Chastanea (ou Chatanea). Une charte de 1316 mentionne une concession par le comte de Genève Guillaume III de droit de pêche dans les Usses à un Hugonin de Chastanea,. Ce dernier devient son châtelain.
Le pape-comte Clément VII inféode en 1393 la seigneurie à la famille de Verbouz,,.
Durant le XIVe siècle, le bourg de Châtel semble avoir disparu.
Lorsque le comté de Genève passe aux mains du comte de Savoie, Amédée VIII l'inféode à Jean de Verbouz. En 1458, l'acte de 1316 est confirmé par le comte de Savoie pour « Jeanne de Grolée, veuve de Guillaume de Verboux » et leurs enfants. La famille en reste propriétaire jusqu'en 1575, où il passe par mariage en 1559 de Catherine Bailland de Verbos avec Jean Philibert de Varax. La Semine et le château entre dans l'apanage du Genevois. Un acte de 1469, indique que le comte apanagiste de Genevois Janus de Savoie accorde des droits au seigneur du château, François de Verboux.
En 1598, il appartient définitivement à la famille de Varax. Ces derniers porteront le titre de « comte de Châtel ».
Avec l'occupation du duché de Savoie par les troupes révolutionnaires françaises, l'emplacement du château et les restes sont achetés comme bien national par Claude-François Bastian, originaire de Frangy,. Il s'agit en 1866 d'une maison de ferme édifiée sur les ruines, qui a gardé le nom de château de Châtel. Il devient également la propriété de Jean-John Baud, généalogiste et héraldiste originaire du Chablais.

## Description
Dans une publication pour le Congrès des sociétés savantes de Savoie (1974), le géographe Paul Henri Dufournet (1905-1994) propose un plan de Châtel-en-Semine d'après le cadastre de 1730. La partie fortifiée est constituée du château de Châtel et d'une tour dite comtale. On trouve également des écuries, un potager et un abeiller.
En 1866, selon Jules Vuy, dans la cour de la ferme n'est visible que les « restes d'une tour ronde, de la tour du comte, turris comitalis, suivant la désignation [...] dans des documents authentiques ». L'ancien bourg de Châtel, disparu, devait se trouver à proximité du château. Selon le témoignage d'un agriculteur, au moment de son étude, « tout autour du château et jusqu'à cinq minutes de distances, on a trouvé d'épaisses murailles [...] de huit à dix pieds d"épaisseur, et, en outre, dans une autre direction, des murailles moins larges sur un espace de terrain qui s'étend à quinze minutes du château ».

## Châtellenie de Châtel
Le château de Châtel, ou encore tour de Châtel, est le siège d'une châtellenie, dit aussi mandement (mandamentum). Il s’agit plus particulièrement d’une châtellenie comtale, relevant directement du comte de Genève, au XIVe siècle. Dans le comté de Genève, le châtelain comtal est nommé par le comte et possède de nombreux pouvoirs,. Il est un « [officier], nommé pour une durée définie, révocable et amovible »,. Il est chargé de la gestion de la châtellenie ou mandement, il perçoit les revenus fiscaux du domaine, et il s'occupe de l'entretien du château.
Au cours du XIVe siècle, les comtes de Savoie, qui ont obtenu le contrôle de la Semine, unissent Arlod et « la tour et le bourg de Châtel sur les Usses ». Elle relève alors du bailliage du Chablais. Les archives départementales disposent ainsi des comptes de châtellenie de 1325 et 1551, dans lesquels se trouvent les noms des châtelains de Arlod et la Tour du Châtel pour le comte de Savoie.